# Lydia Koidula
Lydia Emilie Florentine Jannsen (née le 24 décembre 1843 et morte le 11 août 1886), connue par son nom de plume de Lydia Koidula est une poétesse estonienne,,. Son surnom signifie « Lydia de l'Aube » en estonien. Il lui fut donné par l'écrivain Carl Robert Jakobson.
Dans le milieu du XIXe siècle, l'écriture en Estonie n'était pas considérée une carrière convenable pour une jeune femme, c'est pour cette raison que Koidula écrit anonymement dans le journal de son père, Johann Voldemar Jannsen (1819-1890). En dépit de cela, la poétesse reste une des figures littéraires majeures et considérée parmi les plumes fondatrices du théâtre estonien. Elle fut une amie proche de Carl Robert Jakobson (1841-1882) ainsi que de Friedrich Reinhold Kreutzwald (1803-1882), auteur de Kalevipoeg (Le Fils de Kalev), l'épopée nationale estonienne.

## Biographie
Lydia Jannsen est née à Vändra, dans le Comté de Pärnu, sous le gouvernement de Livonie (actuellement dans le centre du pays). Vers 1850, la famille déménage dans la ville voisine de Pärnu. En 1857, son père fonde le premier journal local en langue estonienne, tandis que la jeune Lydia fréquente l'école allemande. En 1864, la famille Jannsen s'installe dans la ville universitaire de Tartu, la ville la plus progressiste d'Estonie. Le nationalisme russe était grandissant, et la publication en langue autochtone, était un sujet tabou dans l'Empire russe, en dépit de la politique relativement libérale du tsar Alexandre II. Jannsen parvient à publier le premier journal national en langue estonienne en 1864 : le journal local à Pärnu de même que le journal national intitulé Postimees (Le Courrier). Lydia Koidula écrit pour son père sur les deux journaux et publie également ses propres œuvres. En 1873, elle épouse Eduard Michelson, un médecin letton, et déménage à Kronstadt, près de Saint-Pétersbourg. Koidula vit à Kronstadt pendant 13 ans, et passe l'été en Estonie.
Lydia Koidula est la mère de trois enfants. Elle est morte le 11 août 1886 après une longue maladie. Son dernier poème s'intitule Enne surma, Eestimaale ! (Avant la mort, en Estonie !). Elle est inhumée au cimetière boisé de Tallinn.

## Œuvres
L'œuvre la plus importante de Koidula est Emajöe Ööbik (Le Rossignol de l'Emajõgi [la rivière Mère]). Elle est publiée en 1867, à l'époque de l’Éveil national lorsque le peuple estonien, libéré du servage en 1866, commence à éprouver un sentiment de fierté dans la nation et aspire à l'autodétermination. Koidula était la voix la plus éloquente de ces aspirations.
L'influence allemande dans le travail de Koidula était inévitable. Les Germano-Baltes avaient conservé l'hégémonie dans la région depuis le XIIIe siècle, tout au long de l'administration allemand, polonais, suédois et russe, l'allemand était la langue d'enseignement et de l'intelligentsia au XIXe siècle, l'Estonie. Comme son père (et tous les autres écrivains estoniens à l'époque) Koidula traduit bien la prose allemande sentimentale, la poésie et le théâtre. 
La tradition littéraire estonienne a commencé par Kreutzwald continué avec Koidula. Koidula écrit la plupart du temps dans un style européen influencée par la littérature allemande du milieu du XIXe siècle, cela a rendu sa poésie plus accessible au lecteur. Par ailleurs Koidula s'est distinguée par sa langue vernaculaire qui exprime des émotions allant d'un poème affectueux comme dans Meie kass (Notre chat) à la poésie d'amour délicate de Head Ööd (Bonne nuit).

## Théâtre
Koidula est également considérée comme la « fondatrice du théâtre estonien » à travers ses activités théâtrales à la Société Vanemuine (en estonien : Selts Vanemuise), une société fondée par les Jannsen à Tartu en 1865 pour promouvoir la culture estonienne. Lydia Koidula est la première à écrire des pièces originales en estonien et à'aborder les aspects pratiques de la mise en scène et la production. En dépit de quelques intermèdes estoniens au théâtre allemand à Tallinn, dans le début du XIXe siècle, il y avait eu aucune appréciation du théâtre comme un moyen d’expression et peu considérés comme un lieu de drame. Dans les années 1860, les Estoniens et les Finlandais ont commencé à développer des performances dans leur langue maternelle et Koidula, emboîte le pas, écrit et réalisé la comédie, Saaremaa Onupoeg (le cousin de Saaremaa) en 1870 pour la Société Vanemuine. Elle est basée sur Theodor Körner de (1791-1813) Der Vetter aus Bremen, (le cousin de Brême) adaptée à une situation estonienne. L'attitude Koidula pour le théâtre a été influencée par le philosophe, dramaturge, et critique Gotthold Ephraim Lessing (1729-1781), l'auteur de Erziehung des Menschengeschlechts (L'éducation de la race humaine; 1780). 
Au Festival de la chanson estonienne, en 1869, un événement de ralliement important des clans estoniens, deux poèmes ont été mis en musique avec les paroles de Lydia Koidula : Sind Surmani (Till Death) et Mu isamaa on minu arm (Mon Pays est mon amour), qui est devenu l'hymne officieux pendant l'occupation soviétique, lorsque Mu isamaa, mu õnn ja rõõm (Mon pays est ma fierté et joie), l'hymne de la république d'Estonie, a été interdite entre en 1921 et 1940. La chanson de Koidula a toujours clôturé tous les festivals, avec ou sans permission. La tradition persiste à ce jour.

## Musée commémoratif de Lydia Koidula
Le Musée Lydia Koidula situé à Pärnu nous raconte la vie et les œuvres de la poétesse et de son père Johann Voldemar Jannsen, l'auteur des paroles de l'hymne estonien, la fille et son père constituent deux figures emblématiques de l'Éveil national estonien au XIXe siècle.
Le musée Koidula est situé dans l'école Pärnu Ülejõe (le bâtiment fut construit en 1850). Il a abrité la maison de Johann Voldemar Jannsen et le bureau de rédaction du journal Perno Postimees jusqu'en 1863. Il est classé monument historique. 
Un monument dédié à Lydia Koidula est situé dans le centre de Pärnu. Il date de 1929 et fut la dernière œuvre du célèbre sculpteur estonien Amandus Adamson.